# 임철수
임철수(林徹洙, 1984년 8월 22일 ~ )은 대한민국의 배우이다.

## 학력
- 단국대학교 공연영화학부 휴학

## 출연작

### 드라마
- 2015년 KBS1 《징비록》 - 반란군 역
- 2015년 네이버TV 《오구실》
- 2015년~2016년 tvN 《응답하라 1988》
- 2015년~2016년 SBS 창사 25주년 특별기획 《육룡이 나르샤》
- 2016년 tvN 《시그널》
- 2018년 네이버TV 《오, 여정: 여름》
- 2018년 tvN 《미스터 션샤인》 - 전승재 역
- 2018년 SBS 《친애하는 판사님께》 - 박재호 역
- 2019년~2020년 tvN 《사랑의 불시착》 - 박수찬 역
- 2020년 SBS 《낭만닥터 김사부 2》 - 사채업자 역
- 2020년 tvN 《비밀의 숲 2》 - 임정규 역
- 2021년 tvN 《빈센조》 - 안기석 역
- 2021년 tvN 《보이스 4》 - 장수철 역
- 2022년 tvN 《환혼》- 마의 이선생 역
- 2022년 SBS 《오늘의 웹툰》- 나강남 역
- 2022년 tvN 《환혼 빛과 그림자》- 마의 이선생 역
- 2023년 Netflix 《경성크리처》 - 오 씨 역
- 2024년 JTBC 《놀아주는 여자》 - 고양희 역
- 2024년 JTBC 《정숙한 세일즈》 - 박종선 역
- 2024년 MBC 《지금 거신 전화는》 - 강영우 역
- 2024년 tvN 《사랑은 외나무다리에서》 - 유홍재 역
- 2025년 tvN 《미지의 서울》 - 이충구 역

### 영화
- 2006년 《꿈꾸는 백수 임철수》 - 철수 역
- 2010년 《김종욱 찾기》 - 뮤지컬 크루 역
- 2016년 《순정》 - 수산청년1 역
- 2016년 《무수단》 - 북한군 실험장교 역
- 2016년 《대배우》 - 악마의 피 제작팀2 역
- 2017년 《신과함께: 죄와 벌》 - 동료소방관3 역 (천만영화)
- 2018년 《신과함께: 인과 연》 - 해원맥 수하2 역 (천만영화)
- 2018년 《안시성》 - 고구려군사3 역
- 2019년 《악질경찰》 - 깁스 역
- 2019년 《로망》 - 젊은 김가 역
- 2019년 《양자물리학》 - 김상수 역
- 2021년 《세자매》 - 대학생 역 (우정출연)
- 2021년 《인질》 - 방가 역
- 2023년 《타겟》

### 공연
- 2004년 연극 《갈매기》 - 야꼬프 역 (예술의 전당 토월극장)
- 2004년 뮤지컬 《청년 장준하》 - 앙상블 (세종문화회관 대극장)
- 2008년 뮤지컬 《사춘기》 - 용만 역 (설치극장 정미소)
- 2009년 연극 《39계단》 - 멀티1 역 (동숭아크센터 동숭홀; 세종문화회관 M씨어터)
- 2009년 뮤지컬 《영웅》 - 치바 토시치 역 (LG아트센터)
- 2010년 연극 《토너먼트》 - 최씨 역 (LG아트센터)
- 2011년 음악극 《더 코러스 오이디푸스》 - 코린토스 사자 역 (LG아트센터)
- 2011년 연극 《청춘 18대 1》 - 강대웅 역 (신촌 더 스테이지)
- 2011년 뮤지컬 《왕세자 실종사건》 - 하내관 역 (경희궁 숭정전)
- 2012년 뮤지컬 《겨울 환상곡》 - 스크루지 역 (알과 핵 소극장)
- 2012년 연극 《로미오와 줄리엣》 - 머큐쇼 역 (알과 핵 소극장)
- 2012년 연극 《햄릿 6 - 삼양동 국화 옆에서》 (남산예술센터 드라마센터)
- 2013년 뮤지컬 《여신님이 보고계셔》 - 이창섭 역 (충무아트센터 소극장 블루; 아트원씨어터 1관)
- 2013년 음악극 《더 코러스 오이디푸스》 - 코린토스 사자 역 (LG아트센터)
- 2013년 뮤지컬 《공동경비구역 JSA》 - 정우진 역 (대학로 뮤지컬센터 공간피꼴로)
- 2014년 연극 《올모스트 메인》 - RANDY 역 (예술마당 4관)
- 2014년 뮤지컬 《공동경비구역 JSA》 - 정우진 역 (동숭아트센터 동숭홀)
- 2014년 오페라 《천생연분》 - 김노인 역 (예술의 전당 오페라극장)
- 2014년 창작가무극 《뿌리깊은 나무》 - 강채윤 역 (극장 용)
- 2015년 연극 《유도소년》 - 이요셉 역 (아트원씨어터 3관)
- 2015년 뮤지컬 《왕세자 실종사건》 - 이구동 역 (대학로예술극장 대극장)
- 2015년 연극 《살짝 넘어갔다가 얻어맞았다》 - 자수 탁 역 (LG아트센터)
- 2015년 뮤지컬 《공동경비구역 JSA》 - 정우진 역 (대명 DCF 1관 비발디파크홀, 특별공연)
- 2016년 연극 《올모스트 메인》 - STEVE/RANDY/남자 역 (상명아트홀 1관)
- 2016년 연극 《Q》 - 싱페이 역 (아트원씨어터 2관)
- 2016년 뮤지컬 《안녕 유에프오》 - 박상현 역 (아트원씨어터 1관)
- 2016년 연극 《벙커 트릴로지》 - Soldier3 역 (홍익대 대학로 아트센터 소극장)
- 2017년 뮤지컬 《티케》 - 이헌 역 (고양아람누리 새라새극장)
- 2018년 뮤지컬 《무한동력》 - 진기한 역 (충무아트신터 중극장 블랙)
- 2019년 뮤지컬 《빠리빵집》 - 철수 역 (우란문화재단 우란2경)
- 2021년 연극 《완벽한 타인》 - 페페 역 (세종문화회관 M씨어터)

## 연기 외 활동

### 예능
- MBC every1 《주문바다요》 - 게스트 (2020.05.18 방송)
- jtbc  《아주 사적인 관계 - 우리_사이》 (2022.03.28 방송)

### 다큐멘터리
- 부산KBS  《잊힌 전쟁 그 후 - 기억의 땅,유엔묘지》- 내레이션 (2021.11.30 방송)

### 뮤직비디오
- 버벌진트 - 깨알같아

### CF
- 2017년 삼성화재 - 회사원 편
- 2020년 신한카드 - 신한플러스 멤버십 편
- 2021년 티스테이션 - all my T
- 2021년 배스킨라빈스 - 배스킨라빈스X마동석_추석선물세트
- 2022년 정관장 - 골고루 유산균ㅣ홍이장군 키즈랩 프로바이오틱스

## 수상
- 2022년 SBS 연기대상 신스틸러상
- 2023년 신스틸러 페스티벌 in 문경 본상 (환혼, 환혼 빛과 그림자)